# Porsche 360 Cisitalia
Porsche 360 Cisitalia — гоночный автомобиль германской компании Porsche. Cisitalia (сокращение от Consorzio Industriale Sportive Italia) — название компании, которая профинансировала создание данного автомобиля.

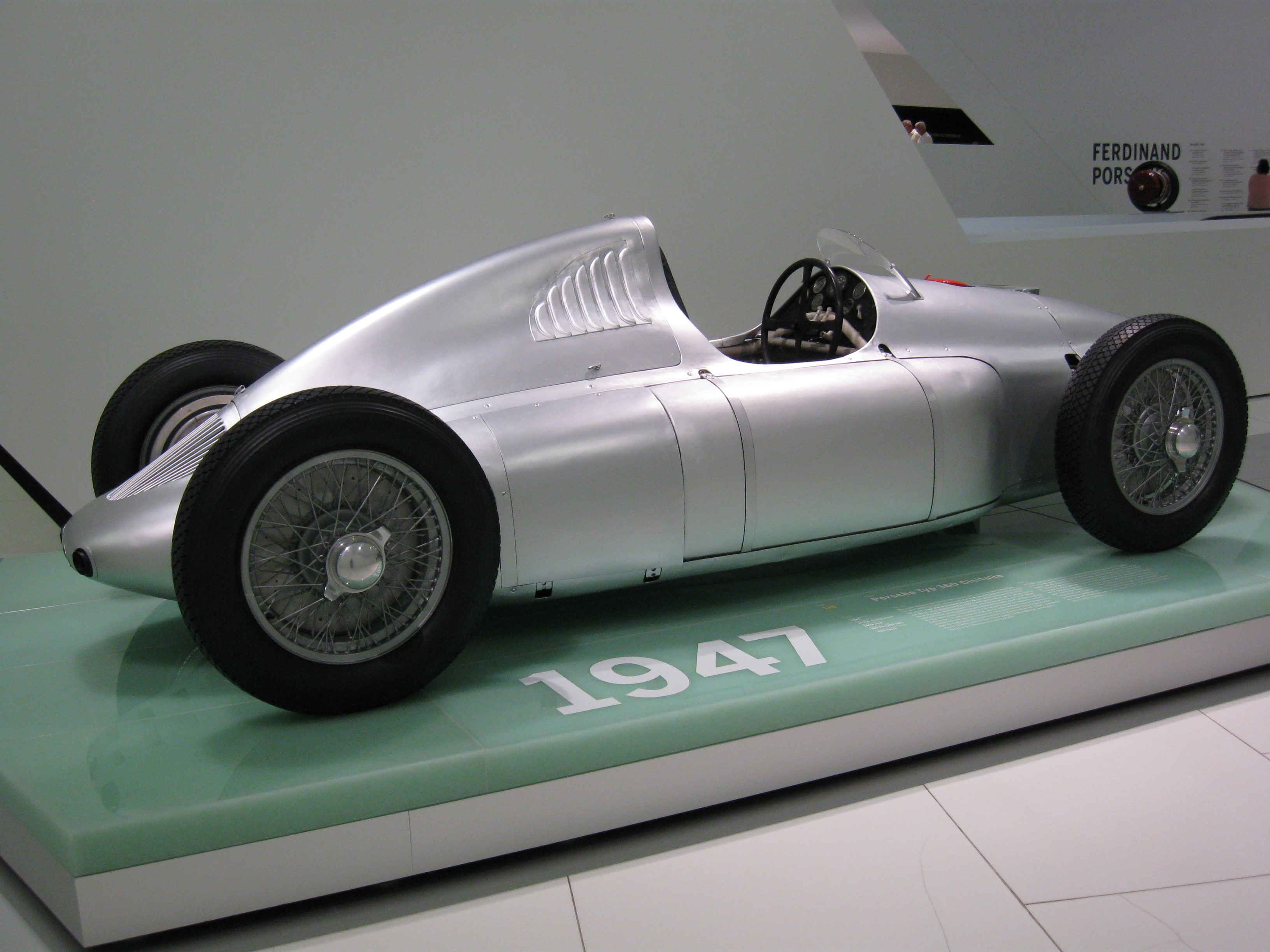
Porsche 360 Cisitalia в заводском музее Porsche

## История
Фердинанд Порше разработал и построил этот автомобиль в 1949 г. по заказу итальянского промышленного магната Пьерро Дузио, большого любителя гонок и владельца холдинга «Чизиталия». Сейчас эту машину можно увидеть в коллекции Donington Grand Prix или в музее компании Porsche.

## Устройство
Технически продвинутый для своего времени автомобиль имел среднемоторную компоновку и полноприводную трансмиссию. Оснащён 12-цилиндровым мотором рабочим объемом 1493 см³ с турбонаддувом. Автомобиль имел мощность 385 л. с. при 10600 об/мин и заявленную максимальную скорость в 300 км/ч.